# Eva Kubešová
Eva Kubešová (22. prosince 1925 Bedřichov u Jihlavy – 7. prosince 1999 Praha) byla česká herečka a scenáristka.

## Život
Narodila se v Bedřichově u Jihlavy. Byla herečkou Komorních her Radosti ze života (1942–1943), nápovědou a členkou baletního souboru Českého lidového divadla (1943–1944). Působila v Brně, kde se stala herečkou Svobodného divadla (1. srpna 1948 – 31. července 1949) a Státního divadla (1. září 1949 – 1961) a poté se stala členkou hereckého studia Československého státního filmu (1961–1963), do roku 1967 filmovala.
Působila také v rozhlase, např. Pygmalion, Lukullův výslech, Spolek mladých apod. a v televizi. Po skončení herecké dráhy působila v Československé televizi Praha jako pracovnice hlavní redakce literárního vysílání a hlavní redakce dramatického vysílání pod vedením Antonína Dvořáka (1967–1979). Po těžké nemoci odešla v roce 1979 do ústraní.

## Osobní život
Byla třikrát vdaná, nejprve za spisovatele Ivana Kříže (1922–2020), poté architekta Miloše Tomka a později za spisovatele a scenáristu Jiřího Marka (1914–1994). Měla dvě dcery.

## Divadelní role (výběr)
- 1. herečka / Cyrano z Bergeracu / 1948 / 168
- Anna, Dorova dcera / V hodině dvanácté / 1959 / 451
- Blanka, Baptistova dcera / Zkrocení zlé ženy / 1955 / 344
- Boba, Džordžeho sestra / Prodaná země / 1952 / 274
- Boža, zakladatelka spolku „Vše pro lásku“ / Jsem zamilován do své paní / 1944 / nečíslováno
- Desdemona, dcera Brabanziova, Othellova žena / Othello / 1956 / 365
- Dívka ze snů / Totální kuropění / 1961 / 484
- Druhá služebná / Faust / 1957 / 387
- Eleonora Duplayová, sestra Duplaye / Robespierre / 1960 / 469
- Elfa / Sen noci svatojánské / 1944 / nečíslováno
- Fima, služebná / Děti slunce / 1956 / 372
- Hlas paní Rohdeové / Poslední dějství / 1958 / 424
- Jelizaveta Xaverjevna Voroncovová, žena hraběte / Puškin / 1954 / 327
- Kalonike / Olivová ratolest / 1957 / 405
- Kateryna / Velká láska / 1950 / 249
- Kleopatra / Caesar a Kleopatra / 1956 / 381
- Kuchařka / Kavkazský křídový kruh / 1961 / 474
- Kukla / Ze života hmyzu / 1958 / 414
- Leonora, Obrtlíkova dcera / Nemám čas! / 1959 / 435
- Lucetta / Jan Roháč / 1951 / 253
- Lucila, dcera Jordánů / Bařtipán / 1950 / 226
- Marie / Škola pomluv / 1955 / 353
- Mladá měšťanka pražská / Jan Žižka / 1952 / 282
- Mladší dvorní dáma / Galileo Galilei / 1957 / 391
- Naninka / Bouřlivý rok / 1951 / 261
- Nanynka, Kulíškova dcera / Palackého třída 27 / 1950 / 241
- Nu / Dva andělé vystupují / 1959 / 430
- Olja / Táňa / 1955 / 350
- Porcie, Brutova žena / Julius Caesar / 1960 / 455
- První čert / Koleda / 1943 / nečíslováno
- Rosalinda, dcera vévodova / Jak se vám líbí / 1950 / 231
- Sofie Pavlovna, Famusovova dcera / Hoře z rozumu / 1949 / 209
- Studentka Jana / Josefina / 1949 / 213
- Suzanne, dcera Walterů / Miláček / 1958 / 420
- Švadlena / Mysterie-Buffa / 1960 / 459
- Táňa / Táňa / 1955 / 350
- Varja / Anna Kareninová / 1953 / 312
- Virginia, Galileiho dcera / Galileo Galilei / 1957 / 391
- Xenie, excentrická dívka / Přelom / 1957 / 399
- Zehra, služka / První den sváteční / 1954 / 334
- Zuzka, Věřina neteř / Srpnová neděle / 1958 / 426

## Filmografie
- 1949 Dýmka míru
- 1951 Pionýr
- 1952 Zítra se bude tančit všude
- 1953 Můj přítel Fabián
- 1954 Dnes večer všechno skončí
- 1954 Botostroj
- 1955 Větrná hora
- 1958 Hořká láska
- 1959 105% alibi
- 1959 Křižovatky
- 1964 Strakatí andělé
- 1965 Úplně vyřízený chlap
- 1965 Alibi na vodě
- 1966 Ukradená vzducholoď
- 1967 Dům ztracených duší

## Scénáře
- 1972 Štědrý večer pana rady Vacátka (TV film)